# Espaço partilhado
Espaço partilhado (português europeu) ou espaço compartilhado (português brasileiro) (shared space em inglês) é um conceito de planejamento urbano que visa a utilização integrada de espaços públicos. Ele incentiva os engenheiros de tráfego, urbanistas e especialistas de outras áreas a consultarem os utilizadores do espaço público quando planejarem ruas e praças de ambientes construídos ou não. O conceito tem algumas características semelhantes com as living streets, ruas partilhadas (português europeu) ou ruas compartilhadas (português brasileiro) (em terminologia análoga ao presente artigo), ou ruas de lazer,[carece de fontes?] também interpretadas como "ruas para serem vividas".

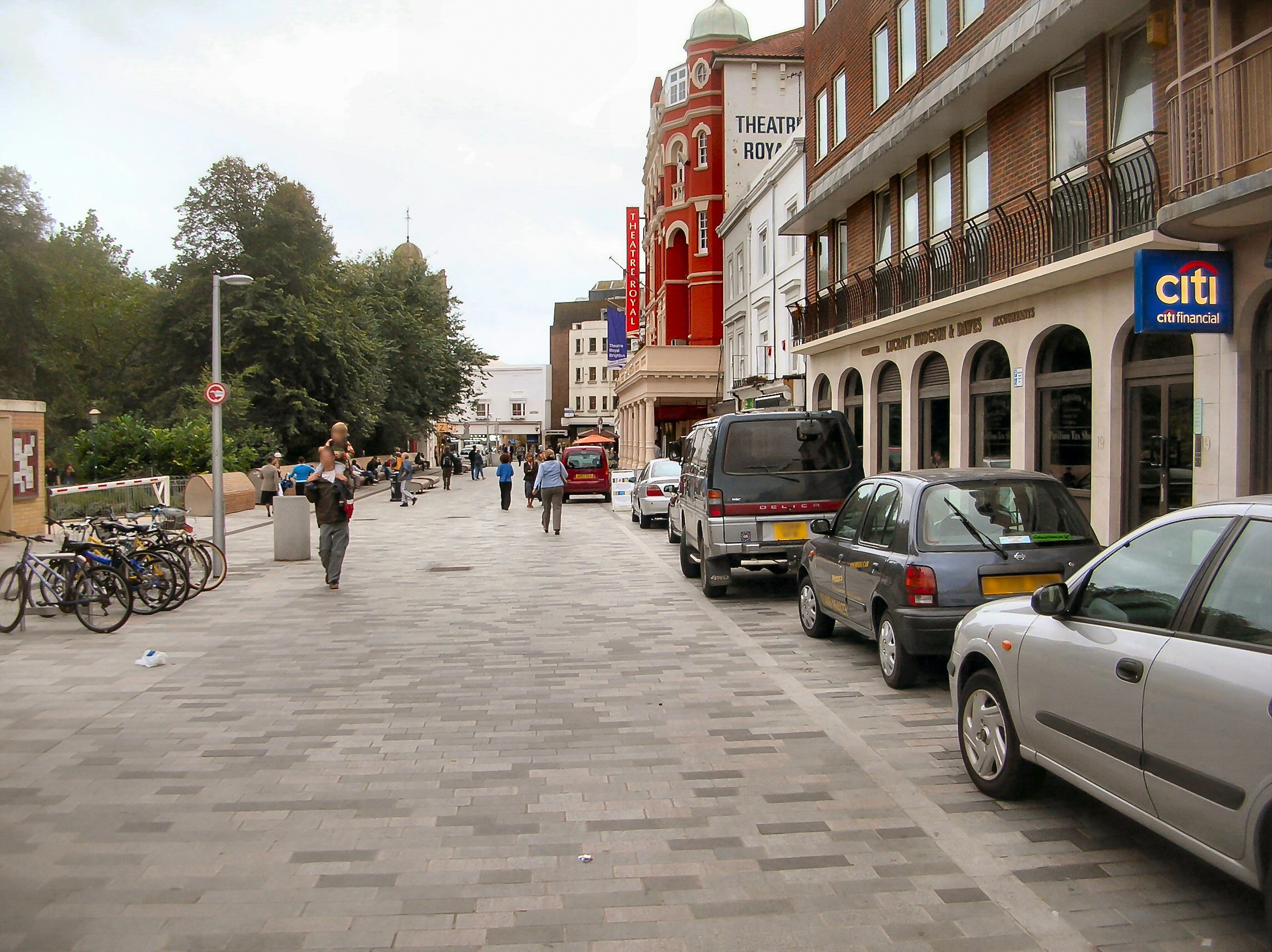
Esquema de espaço partilhado em New Road, Brighton, Reino Unido.

Os espaços partilhados removem a tradicional segregação entre os veículos automóveis, pedestres e outros usuários das vias. Sistemas convencionais de gestão de ruas como cortes, faixas, linhas, sinais e símbolos são substituídos por uma abordagem integrada, orientada para a compreensão do espaço público pelas pessoas. Com isto, caminhadas, ciclismo, compras e atividades como andar de carro se tornam ações integradas.
O termo shared spaces foi cunhado por Ben Hamilton-Baillie enquanto preparava um projeto de cooperação europeu em 2003. A ideia foi lançada e promovida por Hans Monderman, baseado na observação de que comportamentos individuais no trânsito são mais positivamente afetados pelo ambiente construído do espaço público do que pelos dispositivos de controles de tráfego convencionais e regulações do trânsito.
O objetivo do espaço partilhado é uma melhoria da segurança rodoviária, promovendo a negociação de áreas comuns em velocidades adequadas e com a devida consideração para os outros usuários, usando regras simples como ceder a passagem pela direita.
Este projeto europeu de espaço partilhado (parte do programa Interreg IIIB-North Sea) entre 2004 e 2008 desenvolveu novas políticas e métodos para o conceito de espaços públicos com ruas. Hans Moderman era o chefe da equipe do projeto antes de sua morte em 2008.

## Filosofia
Segurança, congestionamento, vitalidade econômica e rutura da comunidade podem ser abordados eficazmente nas ruas e em outros espaços públicos, se estes forem projetados e gerenciados para permitir ao tráfego ser totalmente integrado com outras atividades humanas, e não separado delas. A principal característica de uma rua projetada com essa filosofia é a ausência de marcas rodoviárias tradicionais, placas, sinais de trânsito e a distinção entre a "via" e a "calçada". O comportamento do usuário torna-se influenciado e controlado por interações humanas naturais ao invés de regulação artificial.
Um dos princípios por de trás do esquema, que é mencionado em um artigo sobre o crescente interesse nesses regimes na Europa, a partir da revista alemã Der Spiegel, é que regras retiram do motorista a habilidade de ser atencioso. Monderman é citado dizendo: "Estamos perdendo a nossa capacidade de um comportamento socialmente responsável, ...Quanto maior o número de prescrições, mais o senso de responsabilidade pessoal definha."  Outra fonte atribui o seguinte a Monderman: "Quando você não sabe exatamente quem tem o direito de passagem, você tende a buscar contato visual com outros usuários da via... Você automaticamente reduz a sua velocidade, você tem contato com outras pessoas e toma maior cuidado."  No mesmo relatório, o prefeito de Bohmte, uma cidade aplicando tal regime, é citado dizendo: "Nós não queremos que os carros sozinhos tenham primazia, queremos experimentar e tornar a área agradável para todos."
A filosofia do espaço partilhado distingue entre a rede de malha-fina lenta e a rede de malha-grossa rápida. A rede lenta, que é o assunto do tratamento do espaço partilhado, é caracterizada como a rede de ruas que fazem o espaço público vital e acessível. Na rede lenta, automóveis são bem vindos como convidados, mas devem adaptar-se a certas normas de comportamento. O desenho da via deve deixar isto claro. A rede rápida, que permite o tráfego para chegar a destinos de forma rápida, e que é desenvolvido usando as metodologias de engenharia de tráfego tradicionais é essencial se as redes lentas estão funcionando apropriadamente.
A razão para o aparente paradoxo em que a redução da regulamentação conduz a caminhos mais seguros pode ser encontrada pelo estudo de efeito de compensação de risco. Shared Space descreve o efeito:
Shared Space é um sucesso porque a perceção de risco pode ser um meio ou até mesmo um pré-requisito para aumentar a segurança objetiva. Porque quando numa situação as pessoas se sentem inseguras estão mais alertas e há menos acidentes.
Em resposta a uma pergunta direta sobre o papel da legislação local, um membro do Shared Space Expert Team respondeu: "Para entender como funciona o espaço partilhado, é importante afastar-se da dependência de 'direitos' e 'leis', e reconhecer o potencial de convenções e protocolos ... Tais protocolos e convenções evoluem rapidamente e são muito eficazes se o Estado não intervir, através de regulamentação."
Regras de trânsito, particularmente aquelas que dizem respeito com prioridades nos cruzamentos sem sinais variam em diferentes jurisdições e podem apoiar ou dificultar as propostas do espaço partilhado.

## Proponentes
- Hans Monderman, Países Baixos.
- Ben Hamilton-Baillie, Reino Unido.
- John Adams, Reino Unido.
- David Engwicht, Austrália.
- Martin Cassini, Reino Unido
- Jan Gehl, Dinamarca.
- In-Goo Ge, Nova Zelândia.

## Por país
Diversas vilas e cidades ao redor do mundo têm implementado esquemas com elementos baseados nos princípios do espaço partilhado. A maioria das ruas de Tokyo é partilhada na prática, mas não por uma questão de regime ou princípio.

### Austrália
Bendigo, Victoria, planeja (em Outubro de 2007) implantar o espaço partilhado no centro da cidade.

### Projeto de Espaço Partilhado Europeu
O projeto Shared Space é patrocinado pela Comissão Europeia para desenvolver métodos e políticas para abordar a segurança rodoviária, ruptura da comunidade e questões de congestionamento, e para reforçar a vitalidade econômica nas ruas e espaços públicos
Ben Hamilton-Baillie é, assim com foi Hans Monderman antes de sua morte, envolvido no projeto comom um especialista em espaço partilhado.
No momento, sete autoridades locais europeias, de cinco nações, estão partilhando conhecimento sobre espaço partilhado:
- Dos Países Baixos: Emmen, Haren e Frísia
- Oostende da Bélgica
- Bohmte da Alemanha
- Ejby da Dinamarca
- Suffolk do Reino Unido

### Alemanha
Ettenheim, Endingen, Haslach, e Wolfach em Baden (fotos).
Bohmte introduziu um sistema de espaços partilhados em setembro de 2007. Um dos objetivos do projeto foi garantir segurança viária na cidade

### Países Baixos
Existe uma placa de trânsito na entrada de Makkinga na qual se lê "Verkeersbordvrij", que significa "livre de sinalizações de trânsito". A cidade não tem marcas nas ruas e não tem placas dando ordem ou indicando direções nas ruas. Parquímetros e restrições de parada também estão ausentes. Drachten é uma das cidades pioneiras desses esquemas. O número de acidentes em um cruzamento onde semáforos foram retirados caíram de trinta e seis, nos quatro anos antes da introdução do regime, para dois nos dois anos seguintes.  Apenas três dos quinze conjuntos de semáforos originais permanecem. Engarrafamentos são agora quase desconhecidos no cruzamento principal da cidade, no qual passam cerca de 22 mil carros por dia.
Ver também Woonerf

### Nova Zelândia
Os planos estão bem avançado para transformar várias ruas da cidade de Auckland em espaços partilhados.

### Suécia
Desde que as faixas de segurança e os sinais de trânsito foram trocados por uma espaçosa fonte, bancos e outros mobiliários de rua, a praça Skvallertorget em Norrköping não teve mais acidentes, a média de velocidade caiu de 21 para 16 km/h e qualidade de vida aumentou.

### Hong Kong
Espaços partilhados foram inseridos em áreas como Causeway Bay em Hong Kong Island e Mongkok em Kowloon, juntamente com zonas de restrição para pedestres.

### Estados Unidos
Em West Palm Beach, Florida foram removidos sinais de trânsito e marcas nas vias e por trazerem os pedestres mais próximos dos carros. O resultado tem sido um trânsito mais lento, menos acidentes e menor tempo de viagem.